# Grand Prix schansspringen
De Grand Prix schansspringen (ook wel skispringen) is een regelmatigheidsklassement dat sinds 1994 wordt georganiseerd door de internationale skifederatie FIS. De wedstrijden hebben plaats in de zomer op schansen waar dan geen sneeuw ligt maar kunststof matten.

## Grandprixseizoen
Een grand-prixseizoen loopt meestal van juli tot en met oktober. In deze periode worden ongeveer tien grand-prixwedstrijden georganiseerd waarvan de resultaten meetellen voor het klassement.
Er bestaan twee klassementen; een individueel klassement en een landenklassement.
Individueel klassement
- De winnaar van elke wedstrijd krijgt 100 punten, de tweede 80, de derde 60, vervolgens loopt het af en is de dertigste plaats nog goed voor 1 punt.

Landenklassement
- Het aantal punten van de beste vier deelnemers per land vormt de teamscore
- Er zijn ook specifieke teamwedstrijden waarbij vier springers per land een team vormen. Het beste land krijgt 450 punten voor de wereldbeker, de nummer twee 350, de derde 300, het achtste land krijgt nog 50 punten.

## Grand-prixwedstrijd
De atleten moeten zich via een kwalificatiewedstrijd plaatsen voor de grand-prixwedstrijd. Hiervoor moeten ze tot de 50 beste springers horen. De top 10 in de tussenstand van het grand-prixklassement is zeker van deelname aan een grand-prixwedstrijd.
Een wedstrijd bestaat voor alle vijftig springers uit minstens één sprong, waarna de beste dertig uit die eerste ronde nog een tweede sprong mogen uitvoeren. De afstanden en juryscores voor de uitvoering van de sprong worden vervolgens samengeteld en vormen het puntentotaal. Op basis van dat totaal wordt een wedstrijdklassement opgemaakt.

## Succesvolle springers
De Pool Adam Małysz wist als enige de Grand Prix driemaal te winnen, de Japanner Masahiko Harada en de Oostenrijker Thomas Morgenstern wonnen beiden tweemaal. Harada wist tot nog toe als enige de Grand Prix tweemaal op een rij te winnen.
Bij de vrouwen won de Japanse Sara Takanashi de eerste acht edities waaronder één gedeelde overwinning.

## Erelijst Grand Prix schansspringen

### Mannen
| Jaar | Goud                  | Zilver               | Brons                 |
| ---- | --------------------- | -------------------- | --------------------- |
| 1994 | Takanobu Okabe        | Ari-Pekka Nikkola    | Andreas Goldberger    |
| 1995 | Andreas Goldberger    | Kazuyoshi Funaki     | Ari-Pekka Nikkola     |
| 1996 | Ari-Pekka Nikkola     | Mika Antero Laitinen | Masahiko Harada       |
| 1997 | Masahiko Harada       | Espen Bredesen       | Martin Höllwarth      |
| 1998 | Masahiko Harada       | Kazuyoshi Funaki     | Martin Schmitt        |
| 1999 | Sven Hannawald        | Andreas Goldberger   | Janne Ahonen          |
| 2000 | Janne Ahonen          | Matti Hautamäki      | Hideharu Miyahira     |
| 2001 | Adam Małysz           | Andreas Goldberger   | Stefan Horngacher     |
| 2002 | Andreas Widhölzl      | Janne Ahonen         | Clint Jones           |
| 2003 | Thomas Morgenstern    | Akseli Kokkonen      | Martin Höllwarth      |
| 2004 | Adam Małysz           | Martin Höllwarth     | Daniel Forfang        |
| 2005 | Jakub Janda           | Wolfgang Loitzl      | Thomas Morgenstern    |
| 2006 | Adam Małysz           | Wolfgang Loitzl      | Andreas Kofler        |
| 2007 | Thomas Morgenstern    | Adam Małysz          | Gregor Schlierenzauer |
| 2008 | Gregor Schlierenzauer | Simon Ammann         | Michael Uhrmann       |
| 2009 | Simon Ammann          | Robert Kranjec       | Adam Małysz           |
| 2010 | Daiki Ito             | Kamil Stoch          | Adam Małysz           |
| 2011 | Thomas Morgenstern    | Kamil Stoch          | Tom Hilde             |
| 2012 | Andreas Wank          | Jurij Tepeš          | Taku Takeuchi         |
| 2013 | Andreas Wellinger     | Jernej Damjan        | Anders Bardal         |
| 2014 | Jernej Damjan         | Phillip Sjøen        | Taku Takeuchi         |
| 2015 | Kento Sakuyama        | Kenneth Gangnes      | Robert Kranjec        |
| 2016 | Maciej Kot            | Andreas Wellinger    | Kamil Stoch           |
| 2017 | Dawid Kubacki         | Anže Lanišek         | Junshirō Kobayashi    |
| 2018 | Jevgeni Klimov        | Karl Geiger          | Piotr Żyła            |
| 2019 | Dawid Kubacki         | Yukiya Sato          | Timi Zajc             |
| 2020 | Dawid Kubacki         | Kamil Stoch          | Piotr Żyła            |
| 2021 | Halvor Egner Granerud | Dawid Kubacki        | Jan Hörl              |

### Vrouwen
| Jaar | Goud                        | Zilver              | Brons             |
| ---- | --------------------------- | ------------------- | ----------------- |
| 2012 | Sara Takanashi              | Alexandra Pretorius | Daniela Iraschko  |
| 2013 | Sara Takanashi              | Coline Mattel       | Katja Požun       |
| 2014 | Sara Takanashi              | Katharina Althaus   | Irina Avvakoemova |
| 2015 | Sara Takanashi              | Yuki Ito            | Nita Englund      |
| 2016 | Sara Takanashi              | Carina Vogt         | Irina Avvakoemova |
| 2017 | Sara Takanashi              | Irina Avvakoemova   | Maren Lundby      |
| 2018 | Sara Takanashi              | Ema Klinec          | Maren Lundby      |
| 2019 | Sara Takanashi Nika Križnar |                     | Juliane Seyfarth  |
| 2020 | Nika Križnar                | Marita Kramer       | Ema Klinec        |
| 2021 | Urša Bogataj                | Sara Takanashi      | Marita Kramer     |